# Donato Lovreglio
Donato Lovreglio, né le 6 décembre 1841 à Bari dans le royaume des Deux-Siciles et mort en 1907 à Naples dans le royaume d'Italie, est un flûtiste et compositeur italien de la période romantique.

## Biographie
Originaire de Bari dans le royaume des Deux-Siciles, Donato Lovreglio s'installe à Naples, où il fonde sa propre école de musique, l'École Musicale Lovreglio, développe une méthodologie et devient réputé en tant que professeur et interprète.
Il introduit la flûte « système Boehm » en Italie.
Un long article de son ami l'écrivain Alexandre Dumas sur son talent et sa virtuosité en tant que flûtiste est connu dans le quotidien napolitain "Indipendente".
Par ailleurs, un journaliste de "La Gazetta musicale di Milano" le décrit comme un concertiste extraordinaire à la flûte.
Avec sa femme, la pianiste Adelina Castelli, Lovreglio forme un duo très estimé.
Donato Lovreglio meurt à Naples en mai 1907.
Il est le grand-père du compositeur Eleuterio Lovreglio (Naples, 1900 - Nice, 1972), établi à Nice en France depuis 1919,.

## Œuvre
Donato Lovreglio était très actif en tant que compositeur de variations sur des thèmes d'opéra.
Parmi celles-ci, ses fantaisies pour clarinette et orchestre sont tirées de divers opéras de Giuseppe Verdi comme La traviata, Simon Boccanegra, Don Carlo et Un ballo in maschera, mais également Maria Stuarda de Gaetano Donizetti et Norma de Vincenzo Bellini.

### Compositions pour orchestre
- 1900 : Concertino - fantasia per clarino nell'opera "Un ballo in maschera" di Giuseppe Verdi, pour clarinette et orchestre, op. 46
- Fantasia sull'opera "Maria Stuarda" di Gaetano Donizetti, pour clarinette et orchestre, op. 48
- Melodie variate dalla "Norma" di Vincenzo Bellini, pour flûte traversière et orchestre, op. 13

### Compositions pour orchestre d'harmonie
- Fantasia sull'opera "La traviata" di Verdi, pour clarinette et orchestre d'harmonie, op.45

### Musique de chambre
- 1861 : Capriccio fantastico sull'opera "Rigoletto" di Verdi, pour flûte et piano[1]
- 1864 : Fiori Napoletani, pour flûte et piano, op.18[1]
- 1865 : Fantasia sull'opera "Un ballo in maschera" di Verdi, pour hautbois et piano, op. 44
- 1865 : Fantasia sull'opera "La traviata" di Verdi, pour clarinette et piano, op.45[1],[5]
- 1865 : Fantasia sull'opera "Un ballo in maschera" di G. Verdi, pour clarinette et piano, op. 46[1]
- 1874 : Toccatina sull'opera "Simon Boccanegra", pour flûte et piano[1]
- Duetto Concertato sull'opera "Norma", pour flûte traversière, basson et harpe, op. 39
- Duo concertant sur des thèmes de l'opéra de Verdi "Simon Boccanegra", pour flûte, clarinette et piano, op. 40
- Fantasia sull'opera "Maria Stuarda" di Verdi, pour clarinette et piano, op. 48
- Fantasia sull'opera "Simon Boccanegra" di Verdi, pour clarinette et piano
- L'eco di Napoli, pour flûte traversière et piano (ou harpe), op. 41
- Notturno, pour flûte traversière, basson et harpe
- Piccola fantasia sull'opera "Aida" di Verdi, op. 80
- Toccatina sull'opera "Aroldo", pour flûte traversière et harpe
- Toccatina sull'opera "Simon Boccanegra" di Verdi, pour flûte et harpe
- Toccatina sull'opera "Un ballo in maschera" di G. Verdi, pour flûte et harpe

### Compositions pour piano
- Movimento di sonata

### Compositions pour harpe
- Mazurka - Affano d’amore

## Enregistrements
- A Clarinet Celebration, œuvres de Carl Maria von Weber, Norbert Burgmüller, Alamiro Giampieri, Robert Schumann et Donato Lovreglio, par Emma Johnson, clarinette, et Gordon Back, piano (ASV Records DCA 732, 1990)